# Robert Simpson (komponist)
Robert Wilfred Levick Simpson (født 2. marts 1921, død 21. november 1997 i England) var en engelsk komponist.
Har skrevet 11 symfonier som hører til hans hovedværker og 15 strygekvartetter. kammermusik etc. .
Han var stærkt interesseret i Carl Nielsen, som han har gjort meget for at udbrede kendskabet til i England.

## Symfonier
- Symfoni nr. 1 (1951) - for orkester
- Symfoni nr. 2 (1955–1956) - for orkester
- Symfoni nr. 3 (1962) (dedikeret til Havergal Brian) - for orkester
- Symfoni nr. 4 (1970–1972) - for orkester
- Symfoni nr. 5 (1972) (dedikeret til London Symfoniorkester) - for orkester
- Symfoni nr. 6 (1977) - for orkester
- Symfoni nr. 7 (1977) - for orkester
- Symfoni nr. 8 (1981) - for orkester
- Symfoni nr. 9 (1985–1987) - for orkester
- Symfoni nr. 10 (1988) (dedikeret til Vernon Handley) - for orkester
- Symfoni nr. 11 (1990) - for orkester